# طفولة سرية
طفولة سرية أو ((بالإسبانية: Infancia clandestina)‏) هو درامي تاريخي صدر في عام 2011 م، من إخراج بنيامين افيلا وبطولة كل من ارنستو التيرنو وسيزار ترونكوسو وناتاليا أوريرو.
وفي ما يتعلق بنقد الفيلم، فإنه قد فاز بعشرة جوائز من الأكاديمية الأرجنتينية لفنون السينما والعلوم، وبخمسة جوائز من جمعية نقاد الأفلام الأرجنتينية، بما فيها جائزة النسر الفضي لأفضل فيلم وأفضل مخرج وأفضل ممثلة وأفضل ممثلة مساعدة وأفضل نص سينمائي. وقد كان الفيلم ممثلا عن السينما الأرجنتينية في جائزة الأوسكار لأفضل فيلم بلغة أجنبية عام 2013 م، ولكن الفيلم لم يُرشح للقائمة النهائية.

## وصلات خارجية
- طفولة سرية على موقع IMDb (الإنجليزية)
- طفولة سرية على موقع ميتاكريتيك (الإنجليزية)
- طفولة سرية على موقع روتن توميتوز (الإنجليزية)
- طفولة سرية على موقع نتفليكس (الإنجليزية)
- طفولة سرية على موقع ألو سيني (الفرنسية)
- طفولة سرية على موقع Turner Classic Movies (الإنجليزية)
- طفولة سرية على موقع أول موفي (الإنجليزية)
- طفولة سرية على موقع فيلمافينيتي (الإسبانية)
- طفولة سرية على موقع قاعدة بيانات الأفلام السويدية (السويدية)
- طفولة سرية على موقع قاعدة بيانات الفيلم (الإنجليزية)
- Official website
- Infancia Clandestina at Distribution Company website